# Milkut
Milkut odnosno Miljkut (mađ. Mélykút) je veliko selo (mađ. nagyközség) u jugoistočnoj Mađarskoj.
Zauzima površinu od 123,5 km četvornih.

## Zemljopisni položaj
Nalazi se u regiji Južnom Alföldu, na 46°12'40" sjeverne zemljopisne širine i 19°23'13", 11 km sjeverno od Aljmaša, sjeveroistočno od Tataze (5 km) i Matevića (6 km).

## Upravna organizacija
Upravno pripada jankovačkoj mikroregiji u Bačko-kiškunskoj županiji. Poštanski broj je 6449.
Upravno mu pripadaju Vinac (mađ. Öregmajor) koji je u "unutarnjem krugu" te vanjska naselja Tanyák (Kurjačara, mađ. Jankamajor, Jankamajor tanya).

## Promet
Miljkut se nalazi na željezničkoj prometnici. U selu je i željeznička postaja.

## Stanovništvo
U Miljkutu živi 5.775 stanovnika (2005.)
Stanovnici su Mađari.
1572. godine kameralni popis je zabilježio da u Miljkutu žive bunjevački Hrvati.
Izvori bilježe da su se Bunjevci, bježeći od turske osvete i bijesa nakon gubitka Budima 1686. godine,  skrivali "ludoškim ritovima" i po "zemunicama u Bajmoku i Miljkutu".

## Kultura
U Miljkutu je bio štovan sveti Urban, kome je podignut i kip.
Izvori bilježe da je u subotičkom samostanu sv. Mihovila 1753. godine djelovalo pet "dalmatinskih propovjednika", jer su franjevci do tada upravljali sa šest područnih crkava, a među njima je bila i crkva u Miljkutu; ostalih pet crkava je u Aljmašu (Bačaljmašu), Jankovcu, Topoli, Senti i Kanjiži, (sveukupno 14 župa).

## Vanjske poveznice
- (engl.) Miljkut na fallingrain.com